# Fortuna '54 in het seizoen 1967/68
Het seizoen 1967/1968 was het 14e en laatste jaar in het bestaan van de Geleense betaaldvoetbalclub Fortuna '54. Aan het eind van het seizoen fuseerde de club met Sittardia tot Fortuna SC. De club kwam uit in de Nederlandse Eredivisie en eindigde daarin, na een verloren beslissingswedstrijd tegen DOS (3–4), op de 17e plaats, dit hield in dat de club rechtstreeks degradeerde naar de Eerste divisie, doordat het faillissement van Xerxes/DHC '66 en de fusie bleef de club in de Eredivisie actief. Tevens deed de club mee aan het toernooi om de KNVB beker, hierin werd de club in de groepsfase uitgeschakeld.

## Wedstrijdstatistieken

### Eredivisie
|       | ADO   | Ajax  | DOS   | DWS   | Feijenoord | Go Ahead | GVAV  | MVV   | NAC   | N.E.C. | PSV   | Sittardia | Sparta | Telstar | FC Twente '65 | Volendam | Xerxes/DHC '66 |
| ----- | ----- | ----- | ----- | ----- | ---------- | -------- | ----- | ----- | ----- | ------ | ----- | --------- | ------ | ------- | ------------- | -------- | -------------- |
| Thuis | 1 – 2 | 1 – 4 | 2 – 2 | 1 – 1 | 0 – 1      | 1 – 1    | 0 – 2 | 2 – 2 | 1 – 1 | 2 – 2  | 0 – 3 | 2 – 1     | 1 – 0  | 1 – 1   | 4 – 2         | 5 – 0    | 3 – 1          |
| Uit   | 0 – 0 | 7 – 1 | 0 – 2 | 2 – 0 | 6 – 0      | 3 – 1    | 2 – 0 | 2 – 0 | 0 – 0 | 0 – 0  | 1 – 1 | 3 – 0     | 1 – 1  | 3 – 1   | 8 – 2         | 1 – 1    | 5 – 0          |

### Beslissingswedstrijd
| Beslissingswedstrijd                                                                            | DOS                                                      | 4 – 3 (3 – 3, 2 – 1) Na verlenging | Fortuna '54                              |
| 1 juni 1968 Plaats: Eindhoven Philips Stadion Toeschouwers: 11.500 Scheidsrechter: Jef Dorpmans | Nico Hardeman 8', 65' Abbes van Vliet 13' Henk Wery 100' | Wedstrijdverslag                   | 14' Harry Golsteijn 57', 70' Piet Giesen |

### KNVB beker
| Groepsfase                                     | Fortuna '54                          | 2 – 3 (0 – 1) | Roda JC                                                         |
| 22 februari 1968 Plaats: Geleen Mauritsstadion | Harry Golsteijn 59' John Gubbels 73' |               | 38' (e.d.) Jean Munsters 63' Walter Kousen 72' Wim Langenhuizen |
| Groepsfase                                     | Fortuna '54                          | 3 – 3 (2 – 0) | MVV                                                             |
| 21 maart 1968 Plaats: Geleen Mauritsstadion    | Piet Giesen 6' Uwe Fischer 19', 75'  |               | 57', 67' Zef Geurten 85' Gerard Hoenen                          |
| Groepsfase                                     | Sittardia                            | 1 – 1 (0 – 0) | Fortuna '54                                                     |
| 4 april 1968 Plaats: Sittard De Baandert       | Frans Guns 71'                       |               | 60' Uwe Fischer                                                 |
| Groepsfase                                     | Fortuna '54                          | 1 – 1 (1 – 0) | Limburgia                                                       |
| 7 april 1968 Plaats: Geleen Mauritsstadion     | Uwe Fischer 15'                      |               | 52' Willy Coolen                                                |

## Statistieken Fortuna '54 1967/1968

### Eindstand Fortuna '54 in de Nederlandse Eredivisie 1967 / 1968
| Stand | Gespeeld | Gewonnen | Gelijk | Verloren | Punten | Doelpunten voor | Doelpunten tegen |
| ----- | -------- | -------- | ------ | -------- | ------ | --------------- | ---------------- |
| 17e   | 34       | 6        | 13     | 15       | 25     | 37              | 70               |

### Topscorers
| #                 | Naam            | Goal |
| ----------------- | --------------- | ---- |
| 1.                | Uwe Fischer     | 11   |
| 2.                | Bert Theunissen | 8    |
| 3.                | Piet Giesen     | 6    |
| 4.                | Chris Coenen    | 4    |
| 5.                | Harry Golsteijn | 3    |
| 6.                | John Fredrix    | 2    |
| 7.                | Arno Ernst      | 1    |
| 7.                | Jean Munsters   | 1    |
| 7.                | John Walstock   | 1    |
| Onbekend doelpunt |                 |      |
| –                 | Onbekend        | 1    |
| Totaal            | Totaal          | 38   |

| #      | Naam            | Goal |
| ------ | --------------- | ---- |
| 1.     | Piet Giesen     | 2    |
| 2.     | Harry Golsteijn | 1    |
| Totaal | Totaal          | 3    |

| #      | Naam            | Goal |
| ------ | --------------- | ---- |
| 1.     | Uwe Fischer     | 4    |
| 2.     | Piet Giesen     | 1    |
| 2.     | Harry Golsteijn | 1    |
| 2.     | John Gubbels    | 1    |
| Totaal | Totaal          | 7    |

## Voetnoten
ADO ·
Ajax ·
DOS ·
DWS ·
Feijenoord ·
Fortuna '54 ·
Go Ahead ·
GVAV ·
MVV ·
NAC ·
N.E.C. ·
PSV ·
Sittardia ·
Sparta ·
Telstar ·
FC Twente '65 ·
Volendam ·
Xerxes/DHC '66